# William Legge (7e comte de Dartmouth)
Pour les articles homonymes, voir William Legge.
William Legge, 7e comte de Dartmouth (22 février 1881 - 28 février 1958), titré vicomte Lewisham entre 1891 et 1936, est un pair britannique et un homme politique conservateur, qui est Lord-grand-chambellan par intérim de 1928 à 1936.

## Biographie
Legge est le fils aîné de William Legge (6e comte de Dartmouth). Il fait ses études au Collège d'Eton et à Christ Church, à Oxford. Il est sous-lieutenant dans le Staffordshire Yeomanry (régiment royal de la reine) le 11 juin 1902.
En 1907, il rejoint le London County Council et entre au Parlement en 1910 en tant que député de West Bromwich, siège qu'il occupe jusqu'en 1918. Pendant qu'il est lieutenant dans le Staffordshire Yeomanry, il est nommé colonel honoraire du 7e bataillon du régiment du duc de Wellington le 27 avril 1910. Le 23 avril 1912, il est promu capitaine dans le Staffordshire Yeomanry, et reçoit une promotion temporaire au grade de major le 1er novembre 1914. Il sert avec le Staffordshire Yeomanry dans la Campagne du Sinaï et de la Palestine pendant la Première Guerre mondiale, pour laquelle il reçoit la décoration territoriale, et est fait officier de l'Ordre du Nil. Le 13 décembre 1917, il est promu lieutenant-colonel intérimaire alors qu'il commande un régiment de Yeomanry. Il cesse d'être commandement le 24 juin 1918 et revient au grade de major. Le 22 novembre 1922, il démissionne de son poste de colonel honoraire. Lewisham est nommé lieutenant adjoint du Staffordshire le 18 novembre 1920. Il est haut bailli de Westminster de 1930 à 1942 et reçoit l'Ordre royal de Victoria pour ses services le 1er janvier 1934. Il hérite des titres de son père en 1936.

## Famille
Il épouse Ruperta Wynn-Carington, troisième fille de Charles Wynn-Carington, 1er marquis du Lincolnshire, le 7 décembre 1905. Ils ont six enfants :
- Mary Cecilia Legge (1906–2003), épouse Noel Findlay ;
- Elizabeth Legge (1908–2000), épouse Ronald Lambert Basset ;
- Diana Legge (1910–1970), mariée (1) John Hamilton-Russell, fils du 9e vicomte Boyne (tué en 1943); (2) Adrian Matthews ;
- William Legge, vicomte Lewisham (1913–1942), tué lors de la Seconde bataille d'El Alamein ;
- Barbara Legge (1916–2013), épouse Adam Kwiatkowski ;
- Josceline Gabrielle Legge (1918–1995), épouse Dermot Chichester (7e marquis de Donegall).

Après la mort de son beau-père en 1928, il est Lord-grand-chambellan adjoint jusqu'à la mort de George V en 1936. Il est décédé en février 1958, à l'âge de 77 ans. Comme il n'a aucun descendant masculin survivant, son frère cadet, Humphry Legge, lui succède.